# Wattenstaafje

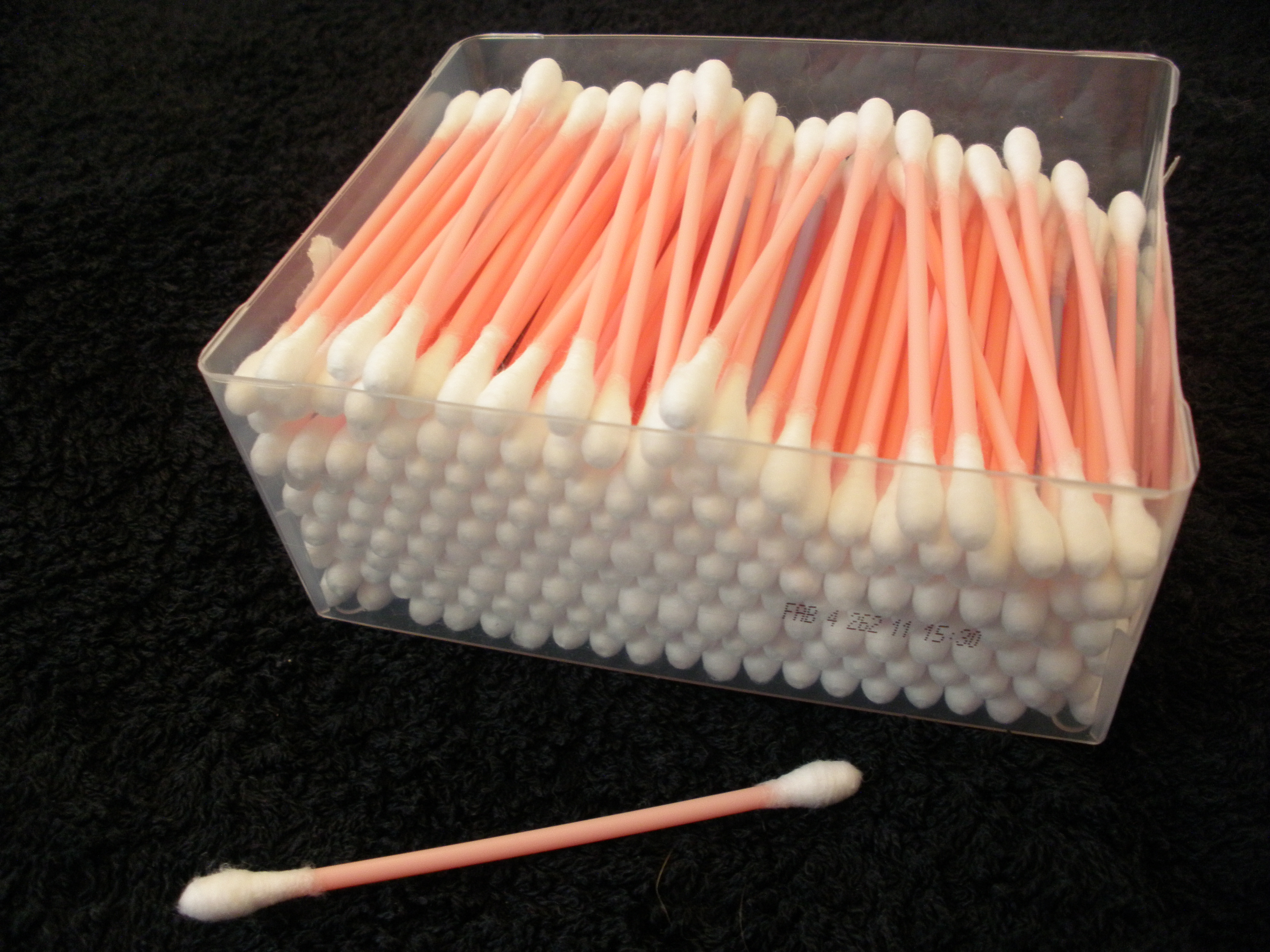
Een doos wattenstaafjes

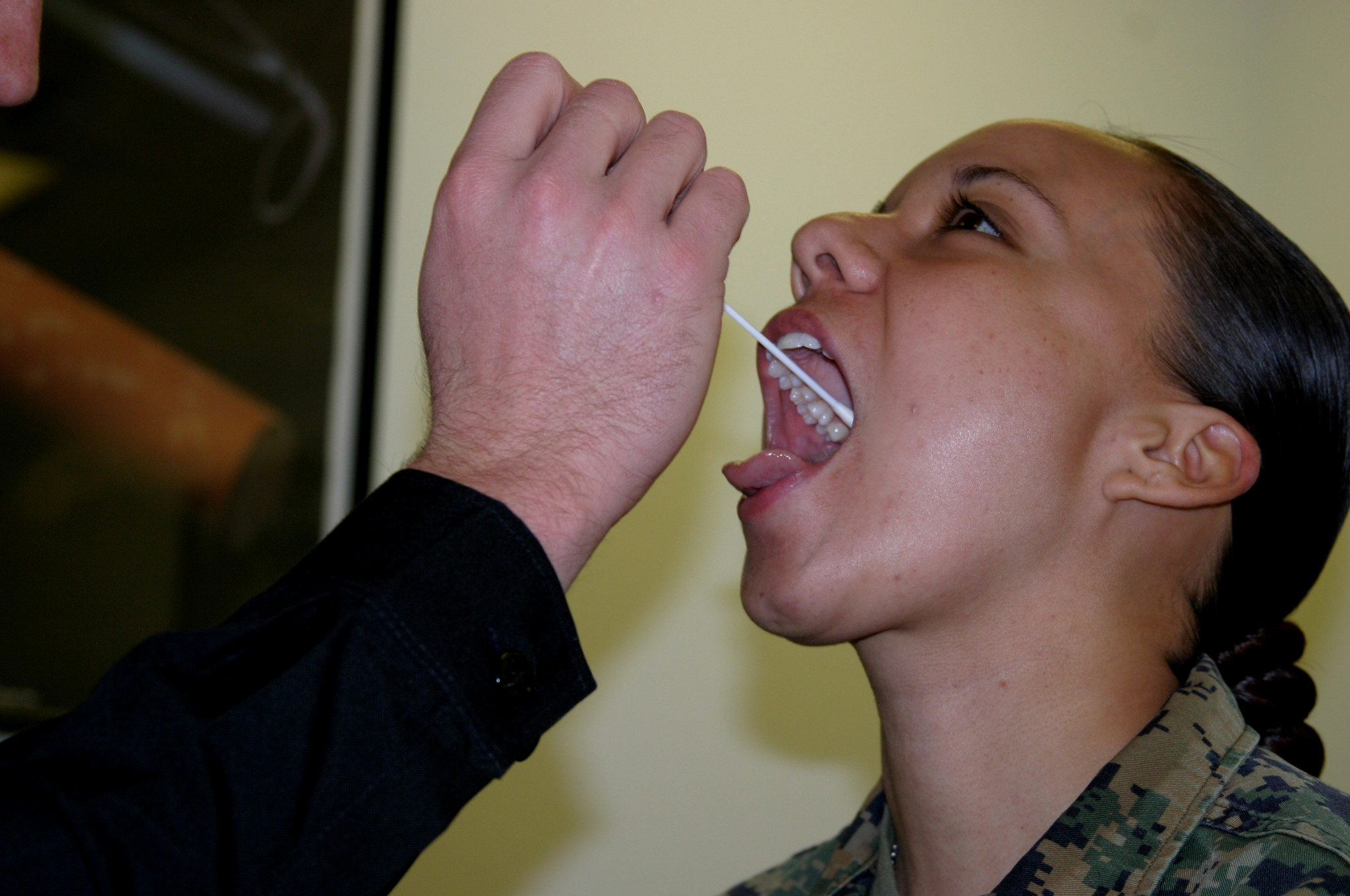
Wattenstaafje gebruikt voor het afnemen van een DNA-monster bij een potentiële beenmergdonor.

Een wattenstaafje is een houten, plastic of papieren stokje waarop 1 of 2 plukjes watten zijn bevestigd. Het wattenstaafje is in 1923 uitgevonden door de Amerikaan Leo Gerstenzang.

## Gebruik
Wattenstaafjes worden doorgaans gebruikt om een vloeistof of zalf op de huid te smeren (bijvoorbeeld ontsmettingsmiddel op een wond), om een speekselmonster (DNA-monster) te nemen of om bepaalde moeilijk bereikbare plaatsen te reinigen.

### Oren reinigen
Wattenstaafjes worden ook gebruikt om de oren te reinigen. Dit wordt echter door medici afgeraden, omdat het oor een zelfreinigend orgaan is en wattenstaafjes het oorsmeer juist dieper in het oor zullen duwen, wat een eventuele ontsteking in de hand kan werken. Ook kan de prikkeling door het herhaaldelijk gebruiken van wattenstaafjes in het oor, juist leiden tot meer productie van oorsmeer. Bovendien bestaat het risico dat met een wattenstaafje het trommelvlies wordt beschadigd of geperforeerd, hetgeen zelfs gevaarlijk kan zijn als er een mastoïditis ontstaat.